# Ruth Scoralick
Ruth Scoralick (* 1960) ist eine deutsche katholische Theologin und Alttestamentlerin.

## Leben
Sie studierte katholische Theologie und Philosophie in PTH Sankt Georgen, München und Jerusalem. Nach der Promotion (1992) in Sankt Georgen und der Ausbildung zur Pastoralreferentin war sie wissenschaftliche Assistentin in Passau und Münster. Nach der Habilitation in Münster 2002 lehrte sie von 2002 bis 2011 als Professorin für Exegese des Alten Testaments in Luzern. Seit 2011 unterrichtet sie in Tübingen.
Ihr Forschungsschwerpunkt ist die biblische Weisheitsliteratur, insbesondere das Buch der Sprichwörter/Sprüche Salomos.

## Werke (Auswahl)
- Trishagion und Gottesherrschaft. Psalm 99 als Neuinterpretation von Tora und Propheten (= Stuttgarter Bibelstudien. Band 138). Verl. Kath. Bibelwerk, Stuttgart 1989, ISBN 3-460-04381-4.
- Einzelspruch und Sammlung. Komposition im Buch der Sprichwörter Kapitel 10-15 (= Beihefte zur Zeitschrift für die alttestamentliche Wissenschaft. Band 232). De Gruyter, New York/Berlin 1995, ISBN 3-11-014440-9 (zugleich Dissertation, PTH Sankt Georgen 1992).
- als Herausgeberin: Das Drama der Barmherzigkeit Gottes. Studien zur biblischen Gottesrede und ihrer Wirkungsgeschichte im Judentum und Christentum (= Stuttgarter Bibelstudien . Band 183). Verl. Kath. Bibelwerk, Stuttgart 2000, ISBN 3-460-04831-X.
- Gottes Güte und Gottes Zorn. Die Gottesprädikationen in Exodus 34,6f und ihre intertextuellen Beziehungen zum Zwölfprophetenbuch (= Herders Biblische Studien. Band 33). Herder, Freiburg im Breisgau/Basel/Wien/Barcelona/Rom/New York 2002, ISBN 3-451-27849-9 (zugleich Habilitationsschrift, Münster 2002).
- als Herausgeberin: Damit sie das Leben haben (Joh 10,10). Festschrift für Walter Kirchschläger zum 60. Geburtstag (= Edition NZN bei TVZ). Theol. Verl., Zürich 2007, ISBN 3-290-20035-3.
- als Herausgeberin mit Ilse Müllner und Ludger Schwienhorst-Schönberger: Gottes Name(n). Zum Gedenken an Erich Zenger (= Herders biblische Studien. Band 71). Herder, Freiburg im Breisgau 2012, ISBN 978-3-451-30771-3.

Übersetzungen
- Paroimiai (Proverbia/Sprichwörter/Sprüche Salomos) 10,1-22,16, in: Martin Karrer und Wolfgang Karl Kraus (Hg.), Septuaginta deutsch. Das griechische Alte Testament in deutscher Übersetzung, Stuttgart 2009, S. 947–963, ISBN 978-3-438-05145-5.
- Die Weisheit Salomos, in: Ulrike Bail; Frank Crüsemann u. a. (Hg.), Bibel in gerechter Sprache, Gütersloh 2006, S. 1599–1625; 4. verbesserte Auflage 2011, ISBN 978-3-579-05469-8.

## Belege
1. ↑  Prof. Dr. Ruth Scoralick – Vortragsexposé – Wintersemester 2012/2013

| Personendaten    | Personendaten                  |
| ---------------- | ------------------------------ |
| NAME             | Scoralick, Ruth                |
| KURZBESCHREIBUNG | deutsche katholische Theologin |
| GEBURTSDATUM     | 1960                           |